# Grylloderes cockbilli
Grylloderes cockbilli är en insektsart som först beskrevs av Lucien Chopard 1954.  Grylloderes cockbilli ingår i släktet Grylloderes och familjen syrsor. Inga underarter finns listade i Catalogue of Life.